# Cotesia cuprea
Cotesia cuprea är en stekelart som först beskrevs av Lyle 1925.  Cotesia cuprea ingår i släktet Cotesia och familjen bracksteklar. Inga underarter finns listade i Catalogue of Life.